# Javier Pérez (entrenador de fútbol)
Javier Pérez (Valladolid, España, 16 de mayo de 1977) es un entrenador de fútbol español que actualmente entrena al Paco del Tajo  de la  liga local del Carpio de Tajo

## Trayectoria
Comenzó su carrera dirigiendo a equipos de las categorías base del Real Madrid CF en el que trabajó desde 2001 a 2007.
En febrero de 2012, comenzó a trabajar con la Federación de Fútbol de los Estados Unidos, siendo entrenador del equipo Sub-18 de la Selección de fútbol de los Estados Unidos y asistente con el equipo Sub-20.
En 2014, se convirtió en asistente de la Selección absoluta de Estados Unidos bajo las órdenes de Jürgen Klinsmann, con la que participó en el Mundial de Brasil 2014.
En diciembre de 2015, fue nombrado entrenador asistente del New York City FC de la Major League Soccer, formando parte del cuerpo técnico de Patrick Vieira, permaneciendo en el club después de la destitución de Vieria y con la llegada de Domènec Torrent Font.
En febrero de 2021, se unió al Toronto Football Club de la Major League Soccer como asistente de Chris Armas. 
El 4 de julio de 2021, fue nombrado entrenador interino del Toronto Football Club de la Major League Soccer, tras el despido de Chris Armas. El 7 de julio de 2021, en su debut como entrenador, Toronto Football Club derrotó al New England Revolution por tres goles a dos.
El 9 de agosto de 2021, fue nombrado oficialmente entrenador de Toronto Football Club para el resto de la temporada.

## Clubes

### Como entrenador
| Club               | País      | Año       |
| ------------------ | --------- | --------- |
| FS Carpio Senior   | España    | 2016-2018 |
| FS Carpio Juvenil  | España    | 2019-2021 |
| FS Carpio Infantil | España    | 2022-2023 |
| FS Carpio Infantil | {España}} | 2023-2024 |
| Paco del Tajo      | España    | 2024-2025 |
|                    |           |           |